# 三宅宏实
三宅宏实（1985年11月18日—）是一名日本女子举重运动员。
2010年，在广州亚运会53公斤级举重比赛中以190千克的成绩获得第七名。